# 32603 Ariaeppinger
32603 Ariaeppinger è un asteroide della fascia principale. Scoperto nel 2001, presenta un'orbita caratterizzata da un semiasse maggiore pari a 2,9621337 UA e da un'eccentricità di 0,0813171, inclinata di 8,59138° rispetto all'eclittica.